# Erdei tücsök
Az erdei tücsök (Nemobius sylvestris) a Trigonidiidae családba tartozó, Európában és Észak-Afrikában honos tücsökfaj. 

## Megjelenése
Az erdei tücsök testhossza a hím esetében 7-10 mm, a nőstény 9-11 mm, ehhez járul még az 5-7 mm-es tojócső. Alapszíne sötétbarna vagy fekete, kissé márványozott. A frissen vedlett példányok világos szürkésbarnák. A fényes fekete fejen a szemek között lándzsahegy alakú világos rajzolat található. A torpajzs világosabban márványozott, közepén hosszanti vonal húzódik. Szárnyai rövidek, a nőstényé kb. torpajzsnyi hosszúságú, a hímé kétszer akkora. A hátsó lábszár külső és belső oldalán 3-3 tüske sorakozik. A nőstény tojócsöve hosszú (kb. fél. testhossznyi), egyenes, vékony. 
Ciripelése halk, csak néhány méterre hallatszik el. Éneke magas, változó hosszúságú (0,2-2 másodperc) cirpelések sorozatából áll, melyek igen gyorsan követik egymást. Hasonlít egy nyikorgó ajtó hangjára vagy morzejelekre, de azoknál magasabb. Délután és este énekel.

### Hasonló fajok
A mocsári tücsökkel lehet összetéveszteni.

## Elterjedése
Nyugat- és Közép-Európában, valamint Észak-Afrikában honos. Európában Spanyolországtól Csehországig, északon kb. Berlinig fordul elő. Magyarországon ritka, csak az Alpokalján található meg. 

## Életmódja
Többféle élőhelyen is otthon érzi magát, amíg megtalálja a viszonylag meleg éghajlatot és az avarban a megfelelő búvóhelyet. Jellemzően napsütötte, mély avarú erdőszélek, tisztások lakója de előfordul ligeterdőkben, bozótosokban, kertekben, vasúti töltéseken is. Melegigénye miatt hegyvidékeken csak délebbre fordul elő, maximum 1500 m-es magasságig. Mindenevő, friss és korhadó növényi anyagokkal, élő és elpusztult rovarokkal táplálkozik, de látták már dögön és madárürüléken is.  
Kifejlett egyedeivel egész évben találkozhatunk; leggyakrabban július és október között, de néha meleg téli napokon is hallani az énekét. A párzás során kétszer kopulálnak, a hím először egy kisebb, majd egy nagyobb spermatofort ad át a nősténynek. A nőstény a talajba rakja petéit. A lárvák 8-9 fejlődési stádiumon mennek át. Az éghajlattól, környezettől függően a lárvák fejlődése lehet egy- vagy kétéves. A kétéves ciklus esetén a lárvák az áttelelő petékből kelnek ki, majd az 5-6. stádiumukban még egyszer áttelelnek. Az imágók többnyire elpusztulnak a tél beálltával, de ritkán át is telelhetnek.  
Magyarországon védett, természetvédelmi értéke 5000 Ft.

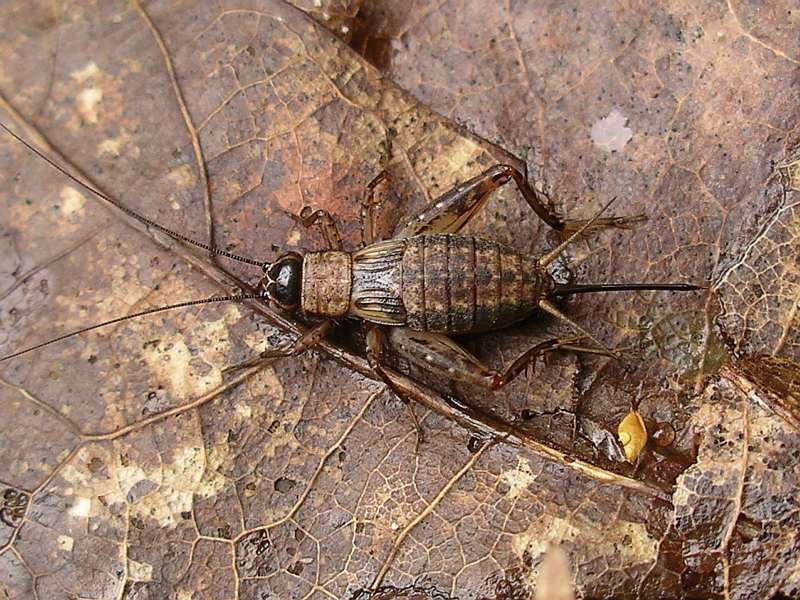
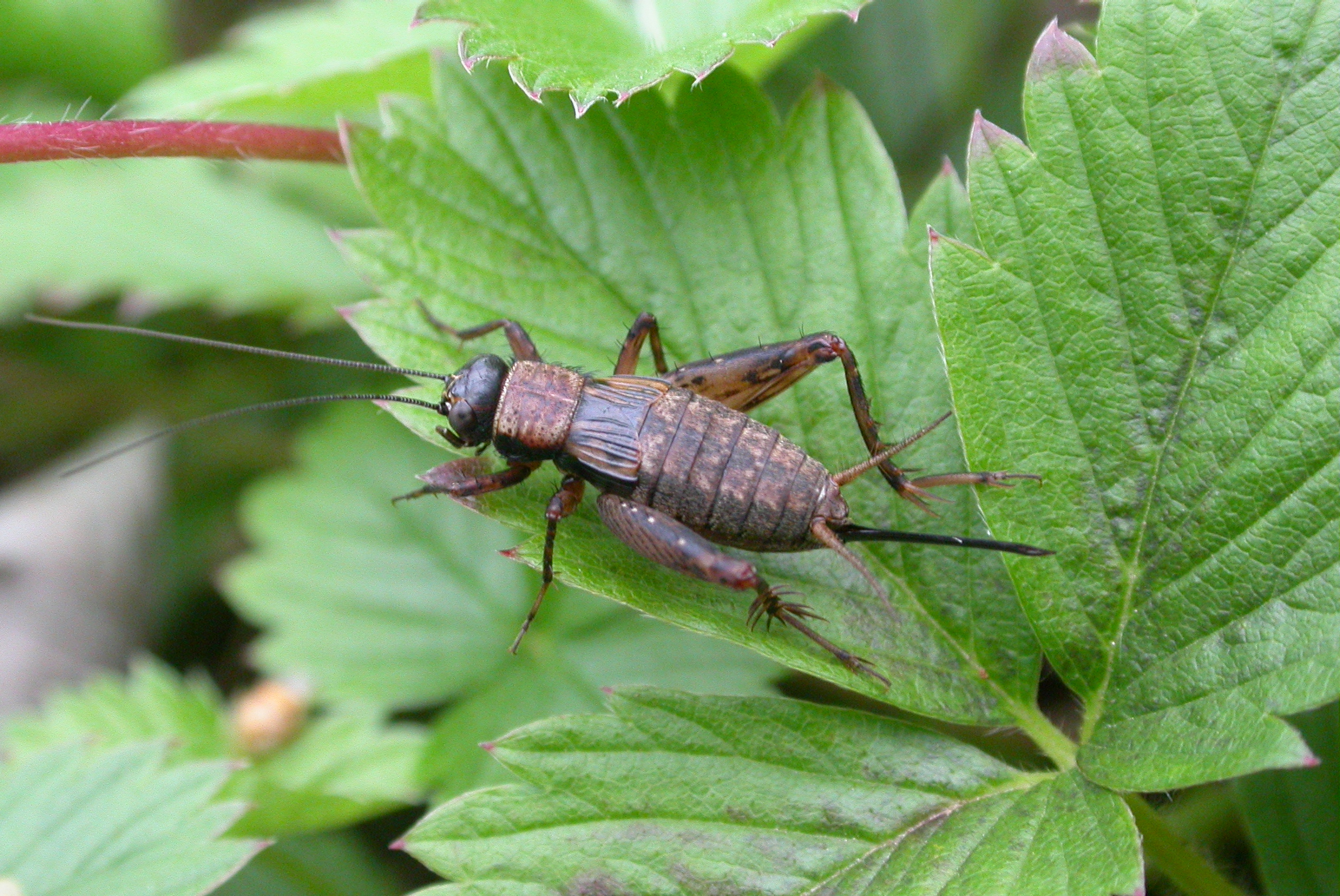
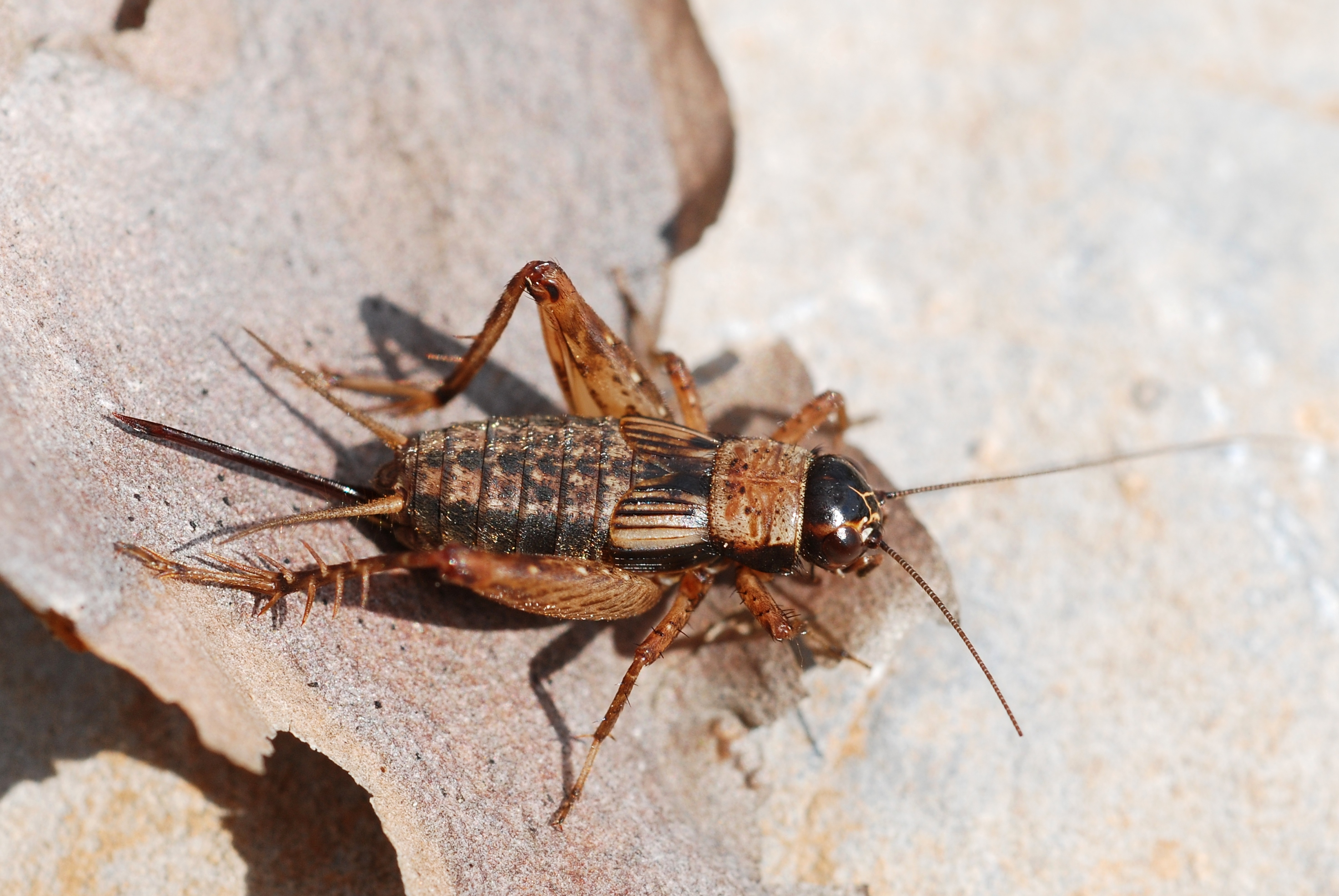
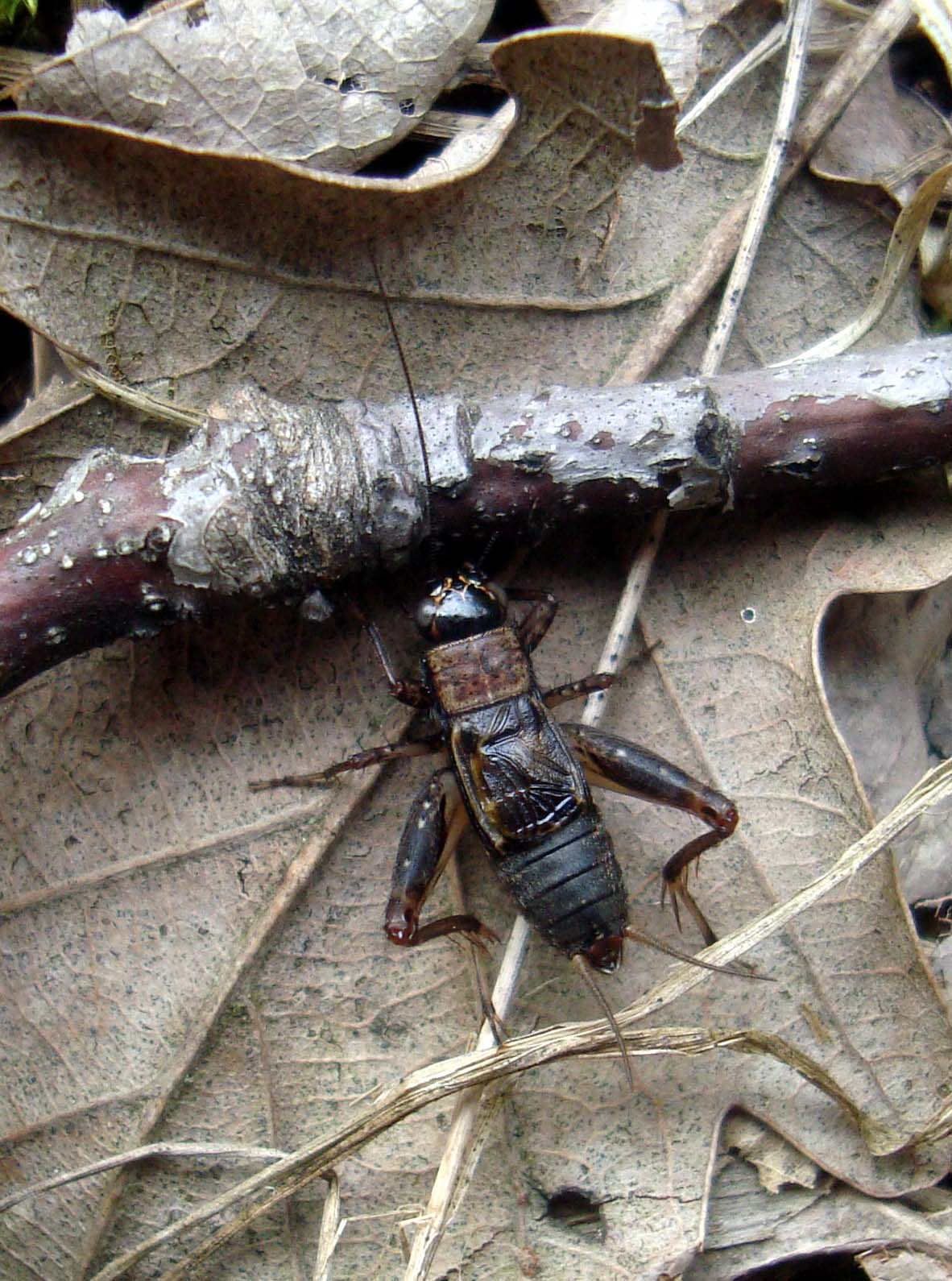
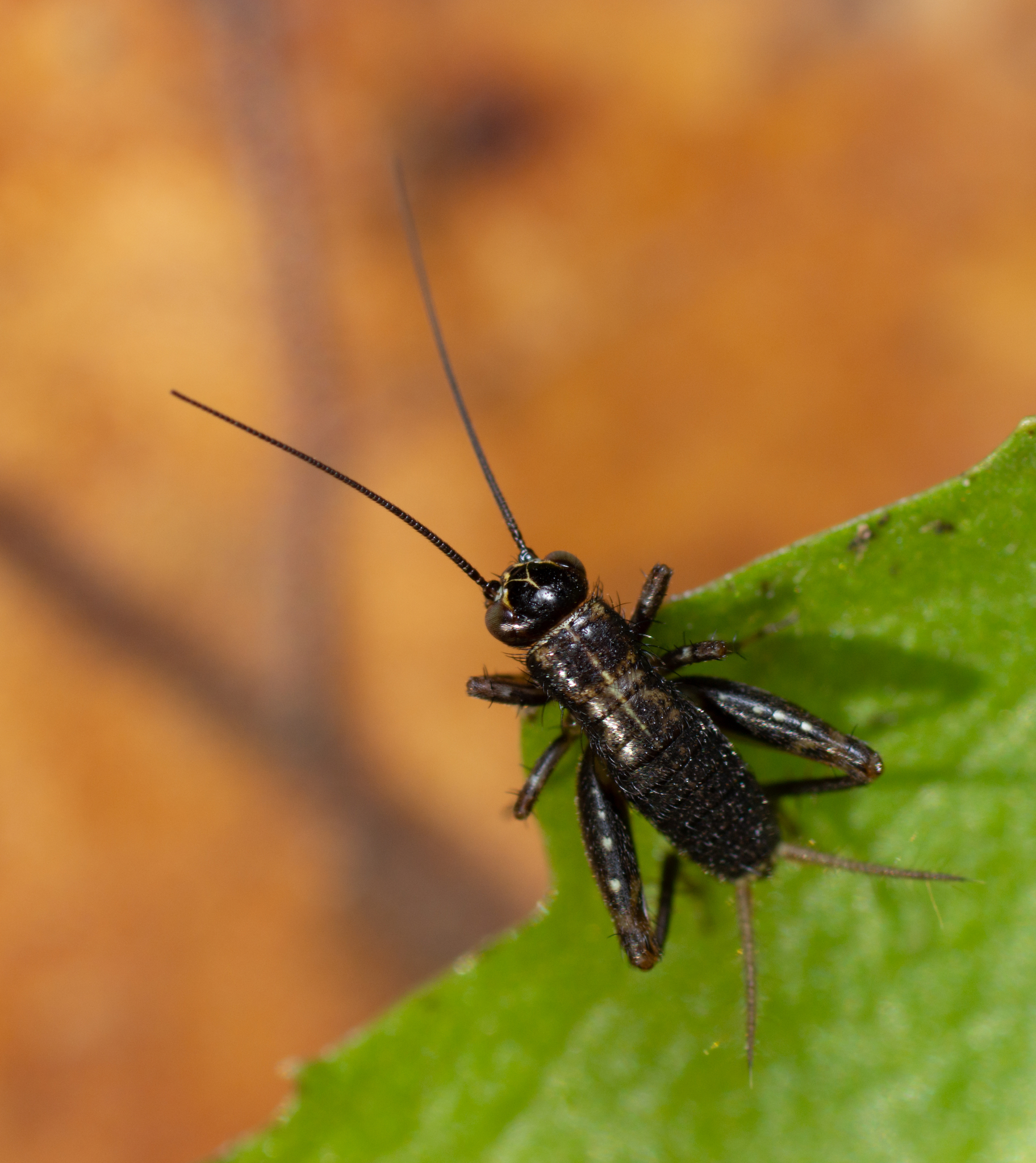